# 扬三世·索别斯基纪念碑
扬三世·索别斯基纪念碑（波蘭語：Pomnik króla Jana III Sobieskiego w Gdańsku）是一座波兰国王扬三世·索别斯基 (1629-1696)的青铜骑马雕像。最初位于利沃夫，建于1898年。1965年迁移至格但斯克。

## 历史

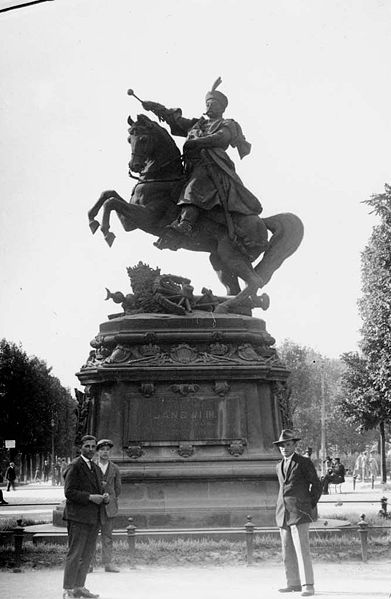
1900年

纪念碑由奥匈帝国 加利西亚和洛多梅里亚王国伦贝格市（今利沃夫）出资修建，于1898年11月20日揭幕。这尊波兰国王的青铜骑马雕像由雕塑家塔德乌什·巴拉斯兹（Tadeusz Barącz）设计，由阿图尔·克虏伯拥有的维也纳公司铸造。纪念碑的大型新巴洛克式基座用灰色砂岩制成，是由利沃夫朱利安·马科夫斯基的雕塑工作室创作。国王的设计以利沃夫企业家玛丽安·斯蒂帕尔为原型。它建在该市最具代表性的步行大道之一瓦伊·赫特曼斯基大道（现为自由大道）沿线的花园广场上。利沃夫纪念碑原址现在安放塔拉斯·谢甫琴科纪念碑。

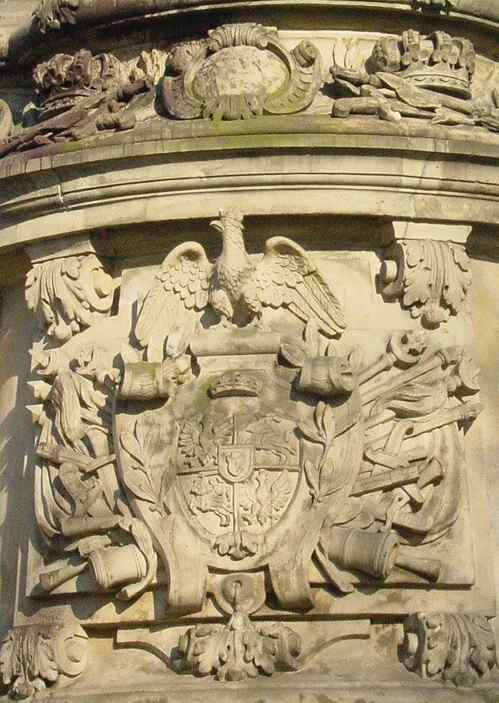
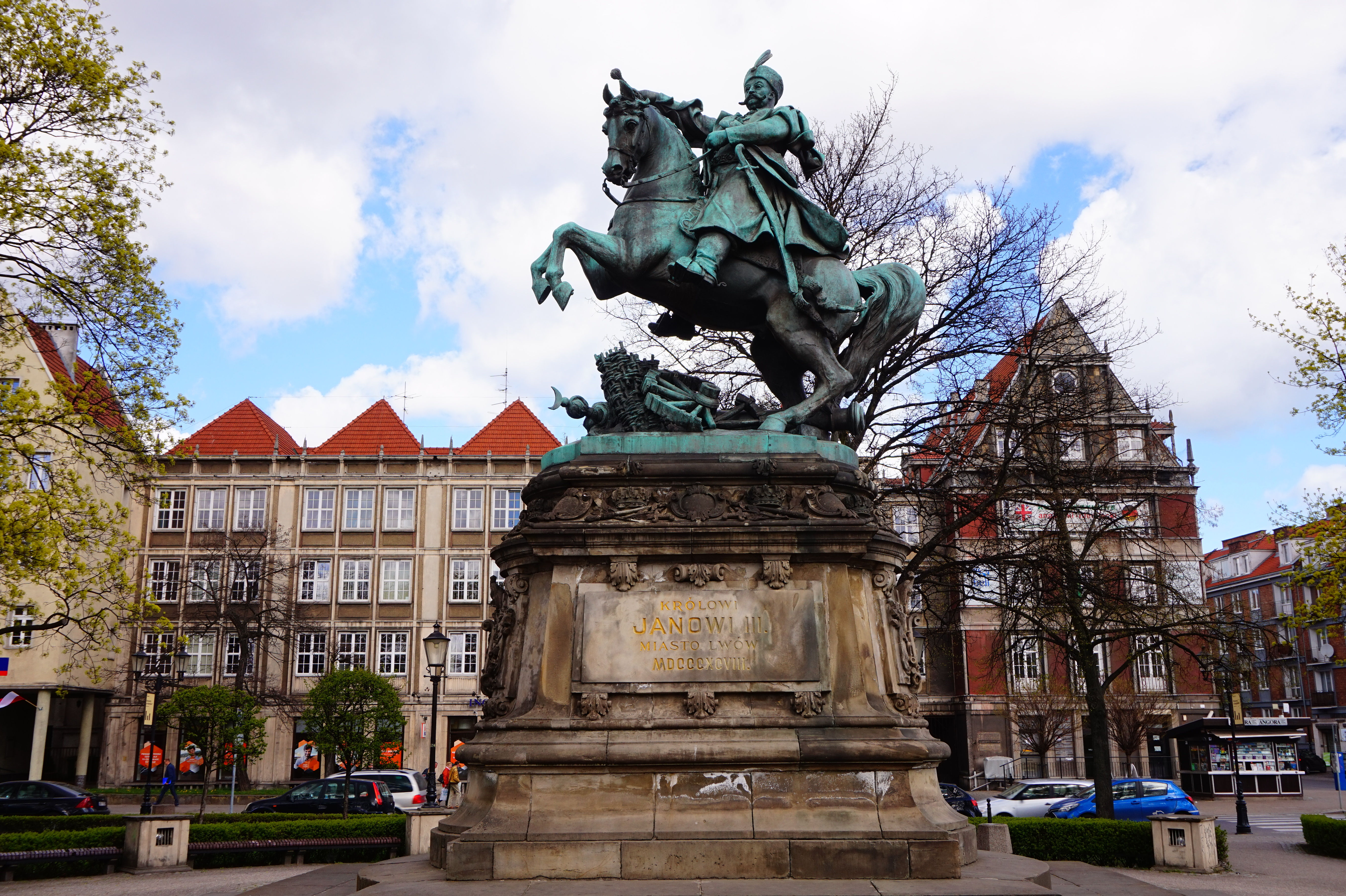
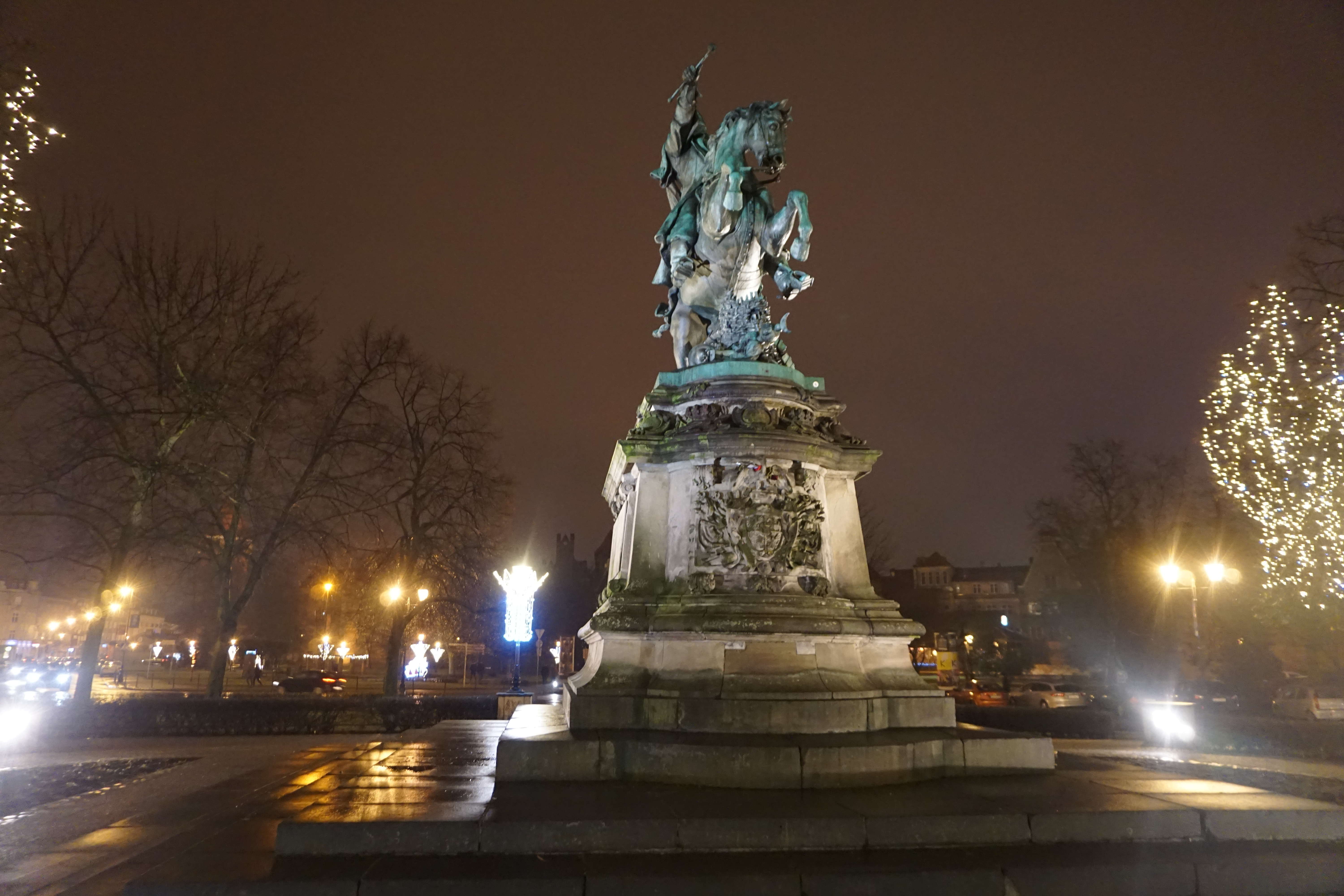
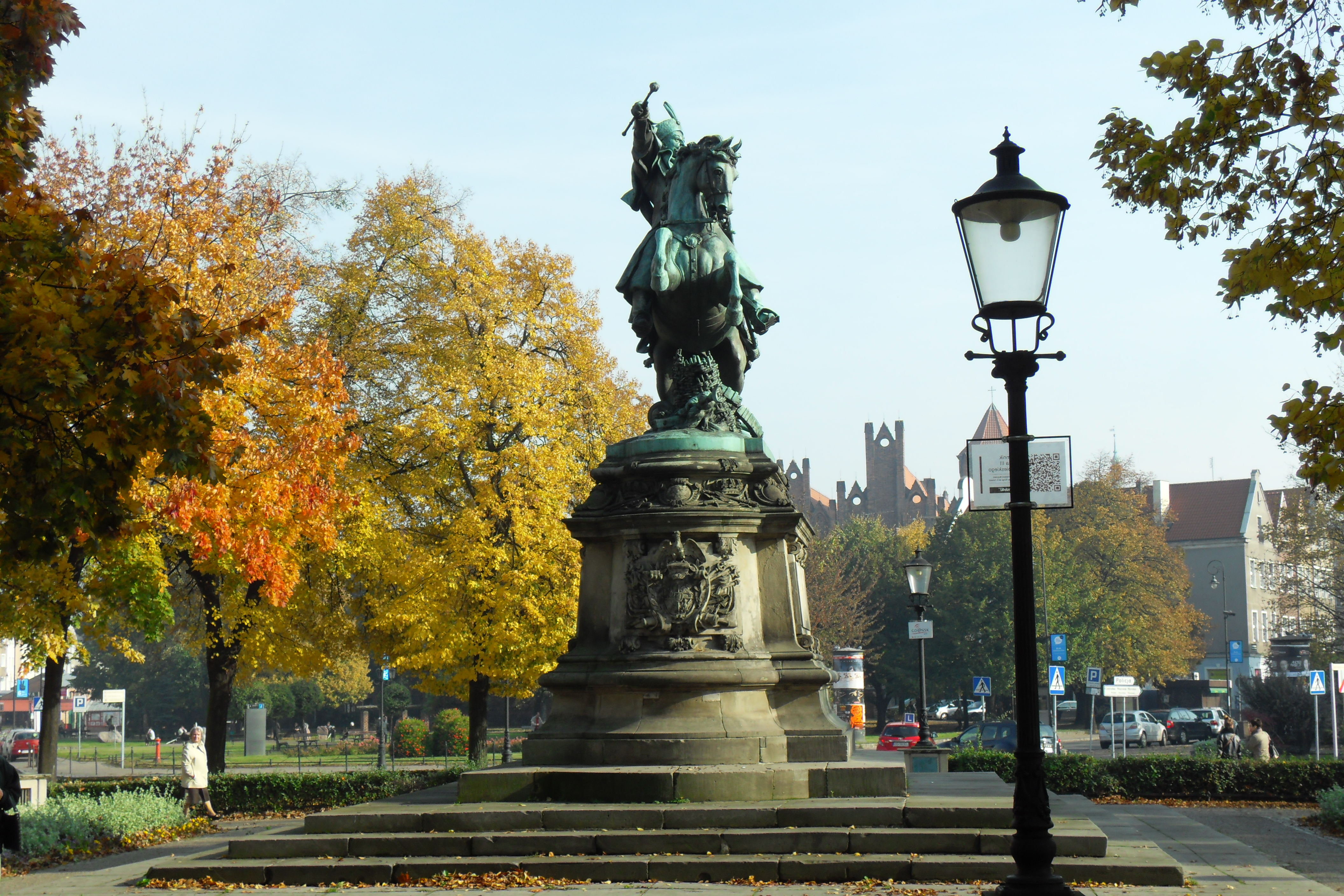
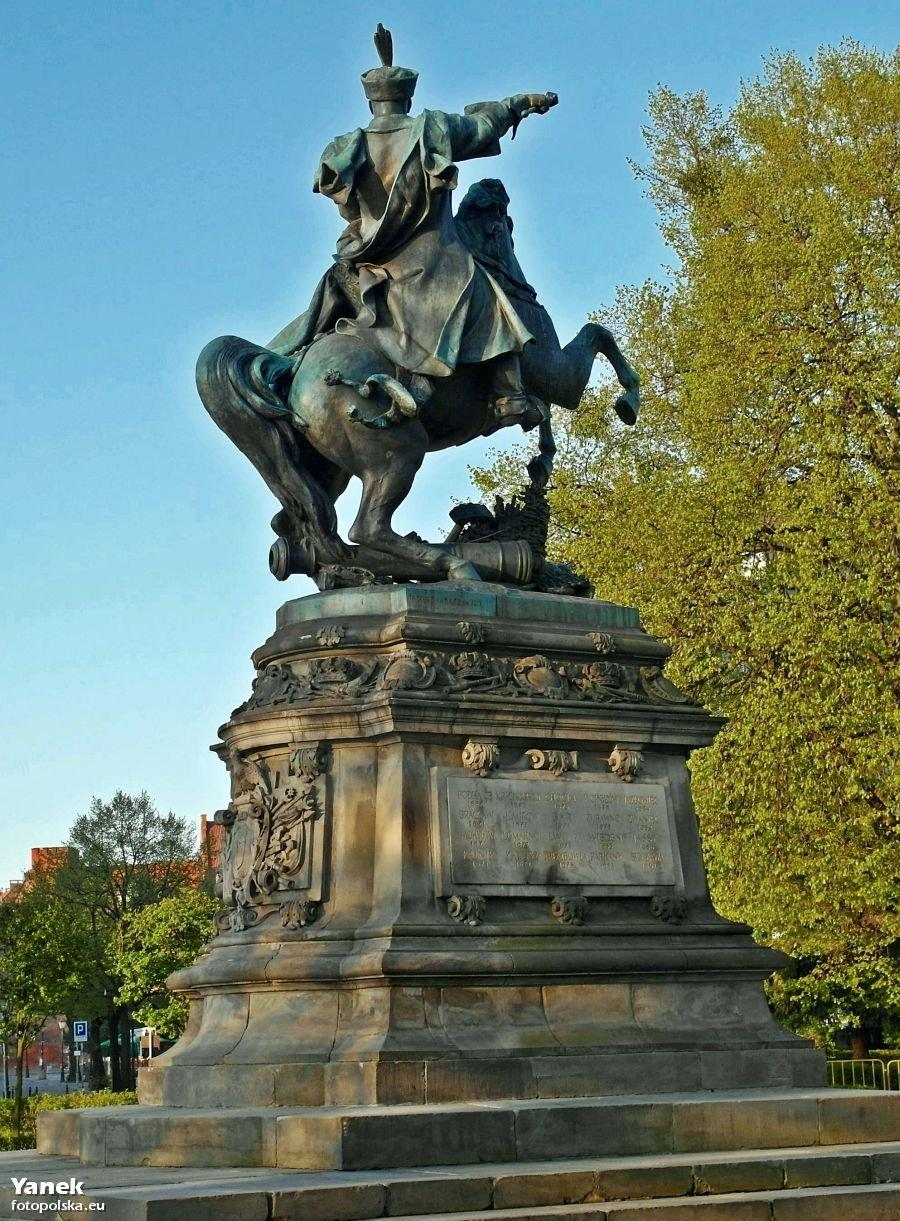
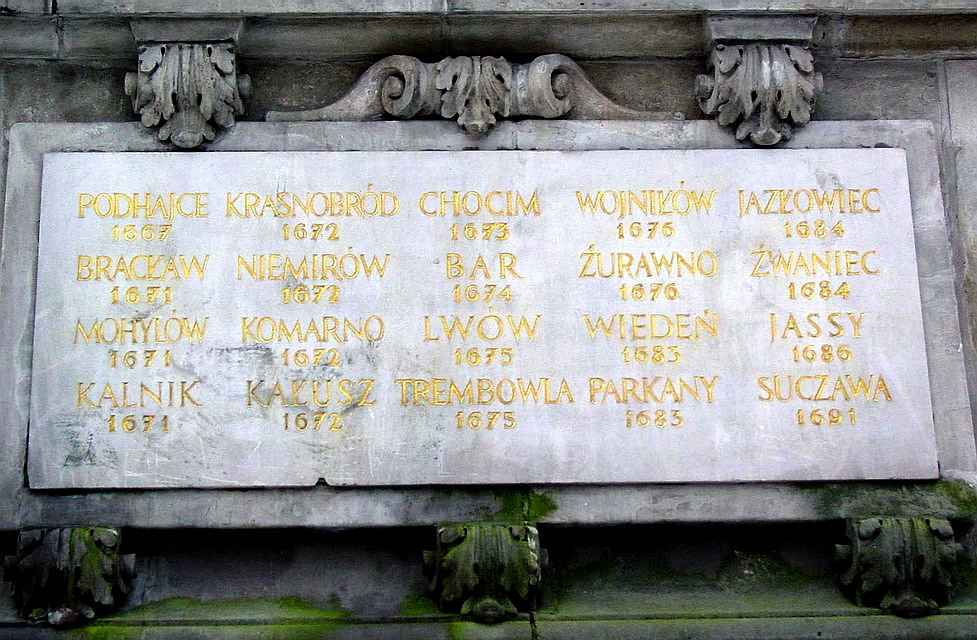
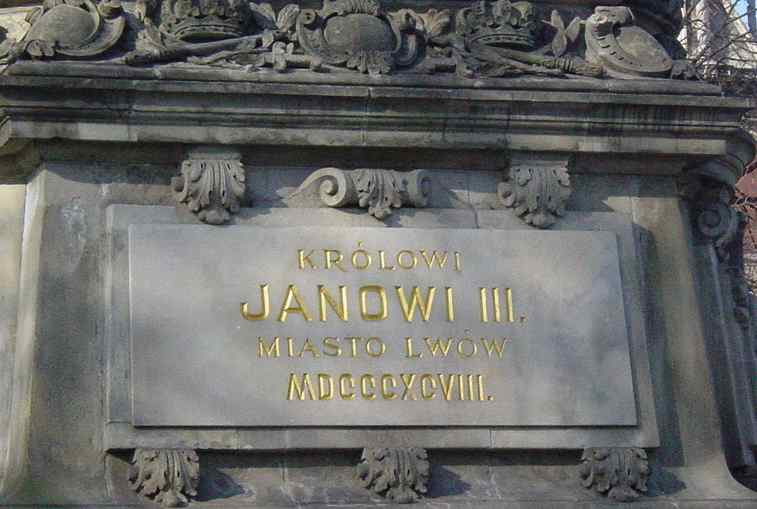